# 合肥工業大学
合肥工業大学（英語: Hefei University of Technology）は、中華人民共和国安徽省合肥市に本部を置く中華人民共和国の重点大学。1945年創立、1958年大学設置。

## キャンパス
合肥市内3箇所にキャンパスがある（アクセス地図）。市中心部の古い本キャンパス（衛星写真）に加えて市南部に新しく1,2学年用の広い翡翠湖キャンパスを造成した。
本キャンパス内には教育棟、研究棟、教官住居、カンファレンス棟、レストラン・ゲストハウス（三ツ星クラス）棟、運動場がある。

本キャンパス風景
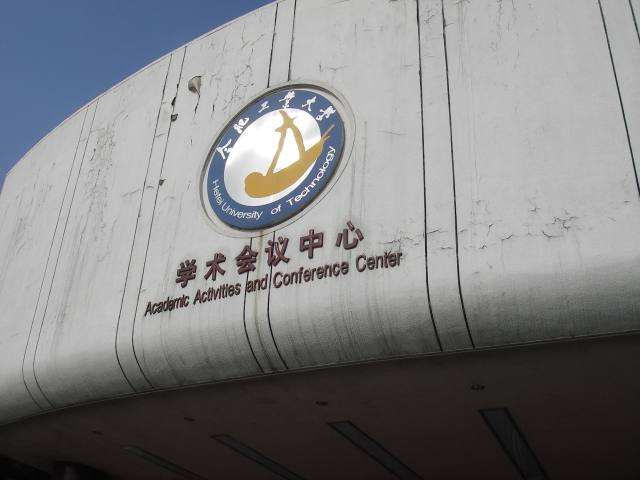
学内の催事ビル外壁
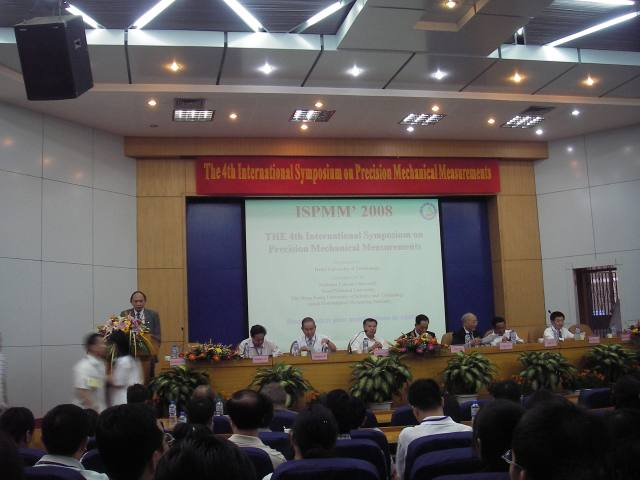
催事会場の内部
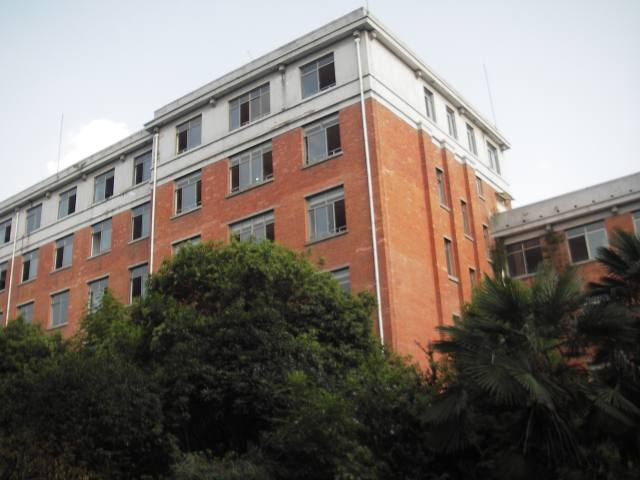
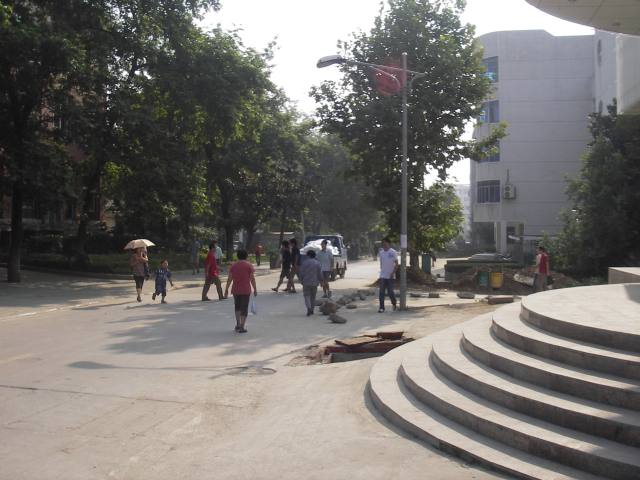
キャンパス内レストラン前の生活エリア

## 歴史
安徽省立蚌埠高級工業職業学校として1945年創立。1947年秋、淮南洞山に移転し、昇格して当時の安徽省唯一の工科院校である安徽省立工業専科学校となる。1950年1月、淮南工業専門学校と改称、同年11月、淮南煤鉱専科学校と改称、同年11月、淮南煤鉱工業専科学校。1955年4月、淮南煤鉱工業専科学校は合肥鉱業学院に発展し、1956年合肥に移転し、1958年合肥工業大学と改称（1960年重点大学）。その後一部が分かれて安徽理工大学に発展している。
2005年より国家プロジェクト「211工程」による重点拠点大学の指定を受けている。

## 組織
安徽省の大学の中で中国国務院教育部（文部省）直轄の大学としての地位を占める。

## 学生
全日学部生23554人、院生4538人。

## 教員・業績
精密計測工学分野の国際学会を開催しており、強電関連の研究室も充実している。工学では群馬大学との、商学では久留米大学商学部との交流が行われている。

## スポーツ・サークル・伝統

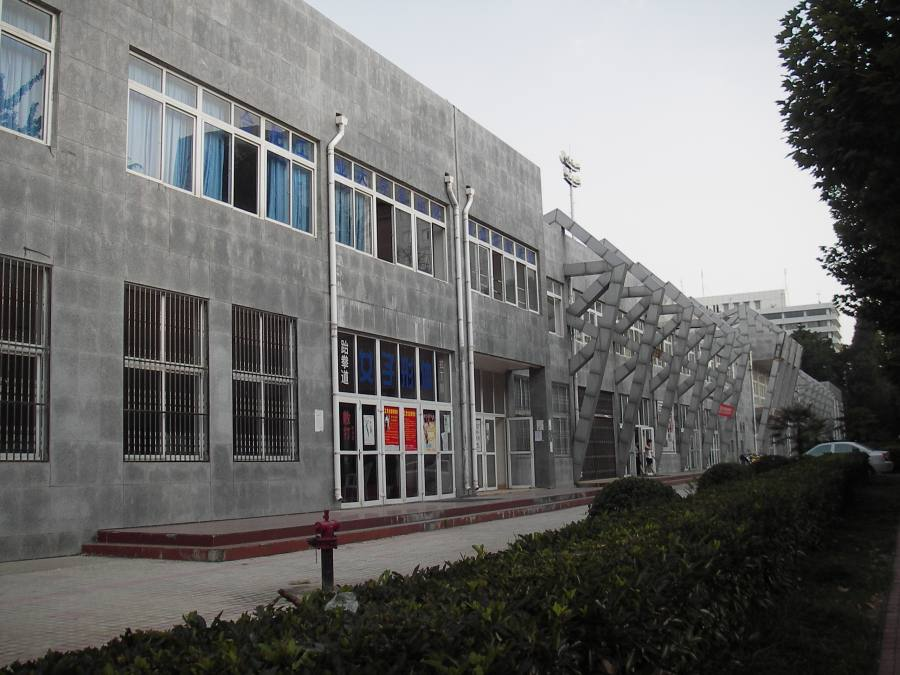
キャンパス内スポーツ棟

## 対外関係

### 日本における協定校
- 群馬大学
- 東京農工大学
- 九州工業大学
- 久留米大学